# Мироненко, Иосиф Акимович
Мироненко Ио́сиф Аки́мович (март 1913, с. Юровка — 10 января 1944, Полесская область, Белорусская ССР) — участник освобождения Белоруссии от немецких войск в годы Великой Отечественной войны, Герой Советского Союза (17.10.1943).

## Биография
Родился в с. Юровка  Таманского отдела Кубанской области Российской империи (ныне территория Нижнебаканского сельского поселения  Крымского района Краснодарского края) в  марте1913 год, в семье казака Акима Мироненко. На фронте с октября 1941 года. Призван в июле Варениковским РВК в ряды красной армии. с октября - в боях.
Помощник командира взвода противотанковых ружей 605 стрелкового полка старшина И. А. Мироненко особо отличился в сентябре 1943 при освобождении Украины в боях за города Конотоп, Бахмач, при форсировании Сейма и Десны и в боях за плацдарм на правом берегу реки Днепр.
В конце сентября 1943 года с первым десантом переправился через Днепр в районе села Страхолесье Чернобыльского района Киевской области, участвовал в отражении вражеских контратак, уничтожил противотанковое орудие, два пулемётных расчёта противника и 30 гитлеровцев. Указом Президиума Верховного Совета СССР от 17 октября 1943 года за успешное форсирование реки Днепр севернее Киева, прочное закрепление плацдарма на Западном берегу старшине Мироненко Иосифу Акимовичу присвоено звание Героя Советского Союза. Тем не менее заслуженную награду ему получить так и не было суждено лично. 
Погиб в бою 9 января 1944 года при освобождении Белорусской ССР. Похоронен в деревне Мироненки Калинковичского района Гомельской области в братской могиле советских воинов и партизан.

## Память
В честь И. А. Мироненко деревня Многоверш Калинковичского района переименована в деревню Мироненки.